# Чеченский конный полк
Чеченский конный полк — национальная (туземная) кавалерийская часть (конный полк) Русской императорской армии, входившая в состав «Дикой дивизии».

## Формирование полка
Начиная с июля 1914 года чеченское население Терской области обращалось к местному начальнику с просьбами о формировании национальной части. 5 августа 1914 года начальник штаба Кавказского военного округа генерал Юденич известил начальника Терской области и наказного атамана Терского казачьего войска генерал-лейтенанта Флейшера о Высочайшем разрешении сформировать из чеченцев и ингушей четырёхсотенный полк, в котором чеченцы должны были составлять три, а ингуши — одну сотню. Однако ввиду большого количества добровольцев было решено сформировать два отдельных четырёхсотенных полка.
Формирование Чеченского полка началось 9 августа в Грозном. Начальники Грозненского и Веденского округов организовали запись добровольцев во всех десяти участках. 26 августа командиром полка был назначен подполковник Александр Сергеевич Святополк-Мирский из дворян Витебской губернии, бывший командир 3-го Черноморского полка Кубанского казачьего войска.

## Командиры и штат полка
- 26.04.1914 — 15.02.1915 — полковник Александр Сергеевич Святополк-Мирский
- 04.03.1915 — 30.05.1917 — полковник Фейзулла Мирза Каджар
- 30.05.1917 — xx.10.1917 — полковник Джемалутдин Мусалаев
- xx.10.1917 — xx.02.1918 — полковник Николай Фердинандович О’Рем

Согласно штату в состав полка входило 22 офицера, 3 военных чиновника, полковой мулла и 643 нижних чина. Значительный процент составляли офицеры из кавказской аристократии. Нижние чины получали 25 рублей в месяц, именовались «всадниками», были освобождены от телесных наказаний и имели право называть офицеров на «ты».

## Знамя полка и погоны
Пожалован 21 января 1916 года простой штандарт образца 1900 года. Кайма светло-синяя, шитьё серебряное. Навершие образца 1857 года (армейское) высеребренное. Древко тёмно-зелёное с высеребренными желобками. Государственный герб. Штандарт был пожалован, но до полка, не дошёл, так как к октябрю 1916 года он ещё не был изготовлен.
На погонах полка были изображены жёлтые буквы «Чч».

## Участие в боевых действиях
6 сентября полк во главе с новым командиром прибыл в состав Кавказской туземной конной дивизии. В начале октября полк отбыл к месту сбора частей дивизии на Украине. В начале ноября Кавказская туземная конная дивизия была включена в состав 2-го кавалерийского корпуса генерал-лейтенанта Гусейн Хана Нахичеванского, входившего в состав 11-й армии Юго-Западного фронта.
С 12 декабря 1914 года 2-я бригада Кавказской туземной конной дивизии в составе Чеченского и Татарского полков проводила усиленную разведку в районе сёл Волосате, Буковиц, у высоты 1251 и в районе Шандровец, обеспечивая правый фланг 7-го стрелкового корпуса.
19 декабря бригада, совершив обходной манёвр, атаковала австрийцев, которые вышли в тыл Жлобинской позиции, обороняемой Кишинёвским пехотным полком. Австрийцы отступили, в бою полки 2-й бригады взяли в плен 9 офицеров (в том числе полковника и майора) и 458 нижних чинов, а также захватили 400 винтовок. После боя командир бригады полковник Хагондоков сообщал командованию: «Вне всякого сомнения, что успехом нашего первого боя мы обязаны превосходной деятельности командующего Чеченским полком подполковника Святополк-Мирского, проявившего и громадную личную храбрость, и блестящую подготовленность к командованию» (недоступная ссылка).
С середины января 1915 года 2-я бригада вела бои на правобережье Сана и в верховьях Днестра, в районе населённых пунктов Ломна и Лутовиска. С целью прикрыть город Ломну со стороны Карпатских гор, был сформирован отряд в составе Чеченского конного, Татарского конного, 491-го Варнавинского пехотного полка и четырёх орудий 2-го конно-горного артдивизиона под общим командованием полковника Хагондокова.
12 февраля северо-западнее Станиславова 1-я сотня Чеченского полка под командованием штабс-ротмистра Топоркова до темноты отбивала атаки усиленного конницей австрийского батальона, а на следующий день выбила противника из деревни Пойко, после чего при поддержке двух кубанских сотен удерживала эту деревню до 14 февраля.
15 февраля 1915 года 2-я бригада в рукопашном бою выбила противника из села Бринь северо-западнее Станиславова. В бою был смертельно ранен полковник Святополк-Мирский. 17 февраля командиром полка был назначен персидский принц полковник Фейзулла Мирза Каджар.
В 1916 г. полк принимал участие в Брусиловском прорыве. В ноябре 1916 г. полк участвовал в боях на Румынском фронте. По приказу главковерха Корнилова от 21 августа 1917 г. Кавказская туземная конная дивизия разворачивалась в Кавказский туземный конный корпус. В походе на Петроград, во время Корниловского мятежа, полк не участвовал, ибо не было закончено переформирование корпуса. В октябре 1917 г. полк был переброшен в Кавказский военный округ. Чеченский полк был расквартирован в городе Грозном и использовался для борьбы с бандитами.

## Награждённые военнослужащие

### Полные кавалеры Георгиевского креста
Из числа бойцов полка полными кавалерами Георгиевского креста стали:
- Абдул-Муслим Борщиков;
- Шахид Борщиков;
- Изнаур Дубаев;
- Мамад Исламгиреев;
- Магома Альбури;
- Яхья Самбиев;
- Али Чапанов.

## В культуре
В июле 2014 года в Национальной библиотеке Чеченской Республики открылась выставка архивных материалов и документов, посвящённых истории чеченского полка Кавказской туземной конной дивизии.
В 2015 году на телеканале «Грозный» состоялась премьера документального фильма «Дикая дивизия. Чечня», посвящённого чеченскому полку Дикой дивизии.
В состав открытого в 2010 году Мемориала памяти погибших в борьбе с терроризмом входят пять камней, на которых высечены имена офицеров и всадников Чеченского конного полка.